# 鲁·范德哈尔
鲁·范德哈尔（荷蘭語：Ru van der Haar，1913年10月6日—1943年5月15日），荷兰前男子曲棍球运动员。他曾代表荷兰国家队参加1936年夏季奥林匹克运动会曲棍球比赛，获得一枚铜牌。